# Троянов, Илья
Илья Троянов (болг. Илия Троянов, нем. Ilija Trojanow, 23 августа 1965, София) — немецкий писатель, переводчик, издатель, выходец из Болгарии.

## Биография
В 1971 семья через Югославию и Италию переехала в Германию, где получила политическое убежище. В 1973 отцу предложили место инженера в Кении. Илья до 1984 жил в Найроби, учился в немецкоязычной школе. Затем изучал этнологию и право в Мюнхенском университете (1985—1989). Создал два издательства, специализирующихся на африканской литературе. Жил в Индии и ЮАР, потом в Германии и Австрии. Много путешествовал.

## Творчество
Опубликовал несколько книг путевых записок, переводил африканских писателей на немецкий язык. В 1996 опубликовал первый роман «Мир велик, и спасение поджидает за каждым углом», имевший большой успех и переведенный на несколько языков. Продолжает издавать книги о своих путешествиях, работает на грани fiction и non-fiction.

## Избранные произведения
- Die Welt ist groß und Rettung lauert überall / Мир велик, и спасение поджидает за каждым углом (1996, рус. пер. 2002, экранизирован в 2008)
- Autopol / Аутополь (1997, научно-фантастический роман)
- Der Weltensammler / Собиратель миров (2006, биографический роман о Ричарде Бёртоне, рус. пер. 2009)

## Признание
- Премия Ингеборг Бахман (1995)
- Магдебургская литературная премия (1996)
- премия Адельберта Шамиссо (2000)
- премия Лейпцигской книжной ярмарки (2006)
- Берлинская литературная премия (2006) и другие награды.